# Mex (Vaud)
Mex é uma comuna da Suíça, situada no distrito de Gros-de-Vaud, no cantão de Vaud. Tem 2,90 km² de área e sua população em 2018 foi estimada em 725 habitantes.